# الهيثم بن خلف الدوري
أبو محمد الهيثم بن خلف ابن محمد بن عبد الرحمن بن مجاهد، الدوري البغدادي من أئمة الحديث الثقات، وكان من أوعية العلم، ومن أهل التحري والضبط، مات في أوائل سنة سبع وثلاثمائة.

## روايته للحديث النبوي
- سمع: عبد الأعلى بن حماد النرسي، وعبيد الله القواريري، وعثمان بن أبي شيبة، وإسحاق بن موسى الخطمي، وابن وارة وطبقتهم .
- حدث عنه: أبو بكر الشافعي، وعبد العزيز بن جعفر الخرقي، وأبو بكر الإسماعيلي، وأبو بكر بن المقرئ، وابن لؤلؤ الوراق، وآخرون.
- الجرح والتعديل: قال أبو بكر الإسماعيلي: أحد الأثبات، وكان لا يرجع عما في كتابه وإن علمه خطأ. قال أحمد بن كامل الشجري: كان كثير الحديث جدا ضابطا لكتابه. قال ابن حجر العسقلاني: من كبار الحفاظ. قال الخطيب البغدادي: وثقه. قال الدارقطني: ثقة، ومرة: أحد الأثبات. قال شمس الدين الذهبي: المتقن الثقة.